# Peter Kullmann
Peter Kullmann (3. Oktober 1962 in Hannover) ist ein deutscher Journalist, Fotograf, Kameramann und Filmemacher. Er lebt und arbeitet in Mainz und Wien.

## Leben
Peter Kullmann ist ausgebildeter Werbefotograf, wandte sich jedoch mit dem Fall der Berliner Mauer Anfang der 1990er Jahre der Pressefotografie zu. 1990 wurde er Mitinhaber der Hamburger Fotoagentur Zone5 photography und fotografierte für die Nachrichtenagentur Reuters Newspictures. Seit 1992 bereist er Kriegs- und Krisengebiete weltweit. Von 1996 bis 2001 hatte er einen festen Wohnsitz in Nairobi, Kenia, als operative Basis für seine Afrika Berichterstattung.
Ab 2001 arbeitete er von seinem neuen Standort Wien aus als Kameramann und Reporter für verschiedene deutsche und österreichische Fernsehsender. 2003 formierte sich die Kullmann und Berger Filmproduktion, aus der 2009 das Filmunternehmen Kubefilm GmbH (Wien) hervorgeht, für das er bis heute als Gesellschafter und Geschäftsführer tätig ist.

## Arbeit

### 1989–2000
Peter Kullmann befand sich auf einer mehrmonatigen Motorradexpedition durch den Nahen Osten und Nord-Afrika, als er am 11. November 1989 in einer Wüstenoase in Ägypten vom Fall der Berliner Mauer erfährt. Er beschließt, seine Reise, die ihn eigentlich nach Indien hätte führen sollen, abzubrechen, um nach Deutschland zurückzukehren und die Folgen dieses Ereignis als Pressefotograf zu begleiten. In Hamburg schloss er sich der Fotoagentur Zone5 photography an, die zu diesem Zeitpunkt den Foto-Journaldienst des Hamburger Büros der Nachrichtenagentur Reuters (Reuters newspictures) leitete. Neben der Nachrichtenfotografie arbeitete er fortan an ersten Fotoreportagen, die in verschiedenen Special Interest Magazinen und Magazinbeilagen großer Tageszeitungen veröffentlicht werden. In weiterer Folge erschienen seine Fotos unter anderem bei Gruner+Jahr in GEO und GEO Special.
Unter dem Eindruck der dramatischen Nachrichtenbilder aus dem Jugoslawienkrieg bewirbt Kullmann sich freiwillig für den Einsatz als Kriegsfotograf auf dem Balkan, wo er ab September 1992 zunächst als Vertretung für die Reuters Fotografin Corinne Dufka im belagerten Sarajevo zum Einsatz kommt. Kullmanns schreibender Kollege und (Kriegs-) journalistischer Mentor in dieser Zeit ist der Reuters Korrespondent Kurt Schork. In weiterer Folge fotografiert Kullmann im Winter 1992/1993 für das neu gegründete deutsche Nachrichtenmagazin Focus, später auch für Der Spiegel, The New York Times und das New York Times Magazine aus dem Bosnienkrieg. Während, aber auch nach Beendigung seiner Tätigkeit für Reuters arbeitete Kullmann mehrfach mit Pulitzer Prize Träger John F. Burns an Reportagen für die New York Times und das New York Times Magazine, fotografierte und berichtete unter anderem über die serbischen Heckenschützen in Belagerungsstellungen rund um Sarajevo (sieh Belagerung von Sarajevo) oder das über Monate von der Außenwelt abgeschnittene ehemalige olympische Dorf Dobrinja. Darüber hinaus wird er Zeuge der beiden sogenannten Markale-Massaker in Sarajewo, sowie dem Auszug der serbischen Truppen und eines Großteils der serbischen Bevölkerung aus dem Stadtteil Grbavica nach dem Abkommen von Dayton.
Parallel zu seinen Einsätzen auf dem Balkan wird Kullmann vom Hamburger Nachrichtenmagazin Der Spiegel im März 1993 in die somalische Stadt Belet Huen entsandt, um über den ersten sogenannten out-of-area Einsatz der deutschen Bundeswehr seit dem Zweiten Weltkrieg zu berichten. Später reiste Kullmann mehrfach in die heftig umkämpfte somalische Hauptstadt Mogadischu.
Bis ins Jahr 2000 folgten dutzende Einsätze aus Kriegs- und Krisengebieten in Ruanda, der Demokratische Republik Kongo, Uganda, Süd-Sudan, Kenia, Nigeria unter anderem für deutsche und internationale Medien.

### 2000–2009
Auf einer Reise im Norden der Elfenbeinküste, filmte er 2002 seine Flucht aus dem Rebellengebiet um die Stadt Korhogo im plötzlich ausbrechenden Bürgerkrieg. Aus den filmischen Aufzeichnungen entstand seine erste TV-Reportage für das ZDF Format Die Reporter unter dem ZDF Auslandskorrespondenten Peter Kunz als leitendem Autor.
Während der sogenannten Sahara Geiselnahme gelang es Kullmann für den Sender RTL nach Süd Algerien zu reisen und mit Hilfe zweier eingeschmuggelter Satellitentelefone als einziger westlicher Journalist über die Dauer von rund 4 Monaten regelmäßig Videomaterial und Reporter Standups für die RTL Nachrichten zu liefern. 2004 verbrachte Kullmann mehrere Monate als RTL Nachrichtenreporter in Bagdad und produzierte zusätzlich für den Nachrichtensender n-tv die Reportage „Bagdad – Keine Ruhe nach dem Sturm“. Im selben Jahr berichtete er vom Erdbeben im Indischen Ozean aus Sri Lanka.

### Seit 2009
Unter dem Namen Kullmann und Berger Filmproduktion arbeitete Kullmann als Kameramann von Florian Berger. Zusammen produzierten sie Fernsehinhalte für den deutschen, österreichischen und internationalen Markt, vor allem Reportage Langformate für Spiegel TV im Auftrag des österreichischen Senders ATV. 2009 gründeten sie das Filmunternehmen Kubefilm GmbH. Seit der Gründung produziert Kullmann im Auftrag diverser Sender non-fiktionale TV-Projekte, wie Reportagen, Dokumentationen und Naturfilme, unter anderem den mehrfach preisgekrönten Tierfilm Die Rückkehr des Wiedehopfs, zusammen mit der mittlerweile neuen Kubefilm-Miteigentümerin und Journalistin Magdalena Maier.
2013 reisten Peter Kullmann und Magdalena Maier nach Nigeria um in einer TV-Dokumentation die anhaltenden, allgemein als Religionskonflikt geltenden gewalttätigen Auseinandersetzungen zu beleuchten. Ihre Recherchen führten sie auf die Spuren der Terrororganisation Boko Haram und in die für ausländische Journalisten offiziell gesperrte Stadt Maiduguri, wo sie die Anwältin Aisha Wakil, die sich selbst als die Mutter der Boko Haram bezeichnet, interviewten. Nach einem beinahe tödlichen Raubüberfall in der als Boko Haram Geburtsstätte geltenden Stadt Maiduguri musste das Team die Arbeiten zunächst für mehrere Wochen unterbrechen. Während einer von großen Hindernissen und Gefahren geprägten nochmaligen Reise nach Nord Nigeria kam es zu einem geheimen Treffen zwischen Kullmann und zwei Mitgliedern, einer davon ein angeblich ranghoher Stratege, von Boko Haram. Es entstand ein mehrstündiges on camera Interview, aus welchem Teile in der ORF Dokumentation Gottes Krieger – Gottes Feinde (ORF 2013, engl. „God’s Army – God’s Enemy“) veröffentlicht wird.
Seit einigen Jahren ist Kullmann auch im Bereich der Corporate Global Communications tätig und entwickelt für Firmen wie OMV AG, Daimler AG, Swarovski Optik oder Agrana Storytelling Konzepte und Projekte. Aus dieser Arbeit entstand die Kommunikationsagentur dotcom.media (dotcom media global communications GmbH), die Kommunikationsstrategien, Storytelling Konzepte und Paid und Owned Content Formate für Unternehmen entwickelt und umsetzt.

## Filmografie (Auswahl)
- 2004: Keine Ruhe nach dem Sturm
- 2009: Gezeichnet fürs Leben
- 2011: Vergeben und Vergessen?
- 2012: Der Tod ist mein Leben
- 2012: Die Rückkehr des Wiedehopfs
- 2013: Freiheit in Gedanken
- 2013: Gottes Krieger, Gottes Feinde
- 2015: Dokeins: Que será, será?
- 2016: Dokeins: Wahnsinn Fußball
- 2016: Generation Dschihad
- 2016: Im Angesicht des Todes